# Либерална партија Јужног Судана
Либерална партија Јужног Судана (енгл. South Sudan Liberal Party и арап. الحزب الليبرالي لجنوب السودان) је политичка партија у Јужном Судану. Основана је 1. октобра 2010. од стране јужносуданских либерала у главном граду Џуби. Чланица је „Афричке либералне мреже“, а идеологија странке су социјални либерализам и либерализам. Лидер партије је Петер Куот Нгонг.
Либерали Јужног Судана залажу се за владавину права, демократију, успостављање цивилних и политичких слобода, слободно тржиште и борбу против корупције.